# Курсалон
Курсало́н, також Курсало́н Гюбнера (нім. Kursalon Hübner) — концертна зала у Відні (район Іннере-штадт).

## Історія
1857 року імператор Франц Йосиф I повелів знести старі фортифікаційні споруди Відня, а на їх місці розбити кільце бульварів. 1862 року на прилеглій території площею 65 000 м2 відкрився міський парк, закладений за ескізами австрійського художника-пейзажиста Йозефа Селлені. З метою благоустрою парку в 1865—1867 роках у ньому зведено будівлю за проєктом архітектора Йоганна Ґарбена в стилі італійського Відродження, яку спочатку використовували як водолікарня: тут пропонували мінеральні води зі всіх курортів імперії. Але незабаром після відкриття призначення будівлі змінилося: вже 15 жовтня 1868 року в Курсалоні відбувся перший концерт Йоганна Штрауса. 1908 року Курсалон здано в оренду Гансу Гюбнеру (нім. Hans Hübner), після чого його стали називати Курсалоном Гюбнера. 1990 року міська адміністрація продала будівлю родині Гюбнерів.

## Опис
Курсалон включає чотири зали для виступів, розташовані на двох поверхах, велику терасу площею близько 1000 м2 з краєвидом міського парку, а також ресторан. Щорічно в Курсалоні проводиться понад 500 концертів за участю більш ніж 200 000 слухачів, серед яких багато іноземних туристів. Тут регулярно виступає оркестр «Старий Відень» (нім. Alt Wien), у репертуарі якого твори Штрауса, Ланнера, Моцарта, Бетховена, Шуберта, Цирера, Гайдна, шраммельн (австрійська народна музика XIX століття, виконувана квартетом) і традиційна салонна музика. Крім концертів, приміщення Курсалона використовуються для проведення корпоративних заходів, конференцій, балів, весіль та інших приватних урочистостей.

## Примітка
1. 1 2  Wiki Loves Monuments monuments database — 2017.
2. ↑  Die Erweiterung der Stadt Wien – Wikisource. de.wikisource.org (нім.). Процитовано 14 квітня 2024.
3. ↑  Курсалон. Туристический путеводитель Brainnoodle. 04.09.2012. Архів оригіналу за 16 листопада 2021. Процитовано 16 липня 2018.
4. ↑  Wiener Kursalon mit drei Schwerpunkten. Stadt Wien (нім.). Архів оригіналу за 28 липня 2014. Процитовано 16 липня 2018.
5. ↑  Оркестр «Старая Вена». A&A Tickets Online. Архів оригіналу за 16 листопада 2021. Процитовано 16 липня 2018.